# 服部暁太郎
服部 暁太郎（はっとり ぎょうたろう、1892年3月22日 - 1944年8月12日）は、日本の陸軍軍人。最終階級は陸軍中将・従三位・勲一等・功三級。

## 経歴
兵庫県出身。1912年（明治45年）5月、陸軍士官学校（24期）を卒業。同年12月、工兵少尉任官。1923年（大正12年）11月、陸軍大学校（35期）を卒業。陸軍省軍務局工兵課に配属された。
1936年（昭和11年）3月、工兵大佐に昇進し工兵第18連隊長に就任。1937年（昭和12年）11月、第7師団参謀長に転じ、工兵監部付に異動。1939年（昭和14年）3月、陸軍少将に進級した。1940年（昭和15年）10月、北支那方面軍隷下の第2野戦鉄道司令官に就任し日中戦争に出征。1941年（昭和16年）9月、第25軍隷下の第2鉄道監に転じ、同年10月、陸軍中将に進み太平洋戦争を迎えた。
開戦後、マレー作戦、シンガポールの戦いに従軍。1942年（昭和17年）1月、南方軍鉄道隊司令官となり、同年4月、工兵監に転じた。1944年（昭和19年）3月、第1師団長に親補され孫呉に駐屯。第1師団が南方に転用された1944年8月、教育総監部付となり、同月12日、孫呉において陣没した。行年53歳。戒名は大義院殿釋暁居士位。墓所は青山霊園1-イ-6-9。

## 栄典
位階
- 1913年（大正2年）2月20日 - 正八位[1]

勲章等
- 1940年（昭和15年）8月15日 - 紀元二千六百年祝典記念章[2]